# Bizantinsko-osmanske vojne
Bizantinsko-osmanske vojne so bile niz odločilnih spopadov med bizantinskimi Grki in osmanskimi Turki ter njihovimi zavezniki, ki so privedli do dokončnega uničenja Bizantinskega cesarstva in vzpona Osmanskega cesarstva. Bizantinci, ki so bili v šibkem stanju že pred razdelitvijo svojega imperija po četrti križarski vojni, se pod vladavino dinastije Paleolog niso uspeli popolnoma opomoči. Soočali so se z vedno bolj katastrofalnimi porazi v vojni z Osmani in leta 1453 izgubili Konstantinopel, s čimer so se vojne uradno končale, vendar so se spopadi ponekod nadaljevali do leta 1479.
Seldžuški Sultanat Rum je že v 13. stoletju izkoristil slabost cesarstva in začel zasedati ozemlje v zahodni Anatoliji, dokler ni Nikejskemu cesarstvu uspelo pregnati Seldžukov s preostalih ozemelj, ki so bila še pod bizantinsko oblastjo. Nikejsko cesarstvo je leta 1261 Latinskemu cesarstvu vzelo Konstantinopel. Položaj Bizantinskega cesarstva je kljub temu ostal negotov zaradi tekmecev v Epiru, Srbiji in Bolgariji. Vse to in pojemajoča moč Sultanata Rum, glavnega tekmeca Bizanca v Anatoliji, so povzročili premik bizantinskih vojakov iz Anatolije v Evropo, da bi Bizantinsko cesarstvo obdržalo oblast v Trakiji.
Razpad Sultanata Rum je prinesel nepričakovano nestabilnost na bizantinski anatolski meji, saj so turški plemiči, znani kot gaziji, začeli ustanavljati svoje bejlike na račun Bizantinskega cesarstva. Eden od njih je bil Osman I., ki je predstavljala največjo grožnjo Nikeji in Konstantinoplu. 90 let po ustanovitvi Osmanovega bejlika so Bizantinci izgubili vse svoje ozemlje v Anatoliji. in do leta 1400 Trakijo. Križarski pohod na Nikopol leta 1396, Timurjeva invazija leta 1402 in križarska vojna za Varno leta 1444 so omogočili preživetje osiromašenemu Konstantinoplu do dokončnega padca leta 1453. Osmani so po zavzetju mesta v veliki meri zavarovali svojo prevlado v vzhodnem Sredozemlju. 

## Vzpon Osmanov: 1265–1328
Po bizantinski ponovni osvojitvi Konstantinopla leta 1261 je Bizantinsko cesarstvo postalo izolirano. Med preostalimi latinskimi despotati na ozemlju Grčije in v drugih regijah se je veliko govorilo o ponovni osvojitvi Konstantinopla v korist Latinskega cesarstva, medtem ko je cesarstvu na severu grozila Srbska despotija  kralja Štefana Uroša I.
Nekoč močna meja na reki Donavi pod dinastijo Komnenov  je bila zdaj ogrožena. Da bi rešil te težave, je cesar Mihael VIII. Paleolog začel utrjevati svojo oblast. Oslepiti je ukazal svojega mlajšega socesarja Ivana IV. Laskarisa, kar je povzročilo veliko nezadovoljstva in cesarjevo izobčenje.  Da bi se temu zoperstavil, je cesar za novega carigrajskega patriarha postavil Germana III. in mu ukazal, naj umakne njegovo izobčenje in se podredi avtoriteti Rimske cerkve, da bi ublažil latinsko grožnjo. Medtem ko je Bizantinsko cesarstvo nadaljevalo z osvajanjem latinskega ozemlja, so Turki pod vodstvom Osmana I. začeli z vpadi na bizantinsko ozemlje v Anatoliji. Leta 1265 so zavzeli Söğüt in leta 1289  Eskişehir.
Mihael VIII. se ni mogel soočiti s temi zgodnjimi osmanskimi osvajanji, ker je potreboval vojsko na zahodu. Leta 1282 je umrl in oblast je prevzel njegov sin Andronik II. Smrt starega bizantinskega cesarja je pomenila olajšanje za širšo družbo. Njegova politika pomiritve s Cerkvijo v Rimu, visoki davki in vojaški izdatki so močno obremenili ljudi. Ko so Osmanski Turki začeli osvajati bizantinsko ozemlje, so Anatolci nanje gledali kot na osvoboditelje in mnogi so se kmalu spreobrnili v islam, kar je spodkopalo tisti del bizantinske moči, ki je temeljila na pravoslavju.
Andronikovo vladavino so zaznamovale njegova nesposobnost in kratkovidne odločitve, ki so na dolgi rok nepopravljivo škodile Bizantinskemu cesarstvu. Razvrednotil je bizantinski hiperpiron, kar je oslabilo bizantinsko gospodarstvo. Vplivnežem, se pravi zemljiški aristokraciji, je znižal davke in jih prenesel na viteški razred pronoia. Da bi povečal svojo priljubljenost, je zavrnil zvezo pravoslavne in katoliške cerkve, ki jo je razglasil drugi lyonski koncil leta 1274, s čimer je še povečal sovražnost Latincev. Zelo si je prizadeval ohraniti oblast v Anatoliji in ukazal gradnjo utrdb v Anatoliji ter intenzivno urjenje vojske. Ukazal je tudi selitev svojega dvora v Anatolijo, da bi laže nadziral tamkajšnje pohode. Svojemu generalu Aleksiju Filantropenu je ukazal, da za vsako ceno odbija napade Turkov. Aleksij je po začetnih uspehih izvedel neuspešen državni udar in bil za kazen oslepljen, s čimer so se njegovi pohodi končali. Vse to je Osmanom omogočilo, da so leta 1301 oblegali Nikejo. Sledil je poraz Andronikovega sina Mihaela IX. in bizantinskega generala Jurija Muzalona v bitkah pri Magneziji in Bafeju leta 1302.  Andronik je poskušal zadati Osmanom odločilen udarec z najemom katalonskih plačancev. 6500 plačancev pod vodstvom Mihaela IX. in Rogerja de Flora je spomladi in poleti 1303 uspelo pregnati Turke iz Filadelfije. Vojska je v Anatoliji povzročila veliko opustošenje. Pridobitve so ponovno izničile notranje težave. Rogerja de Flora so iz maščevanja umorili, njegova vojska pa je začela ropati po anatolskem podeželju. Ko so Katalonci leta 1307 končno odšli iz Anatolije da bi napadli bizantinsko Trakijo, so domačini z veseljem pozdravili Osmane, ki so znova začeli blokirati ključne bizantinske trdnjave v Mali Aziji. Osmanski vojaški uspehi so bili v veliki meri posledica številnih razprtij med nasprotniki. Mnogo kmečkih prebivalcev Anatolije je v Osmanih videlo boljše gospodarje od Bizantincev.
Po teh porazih Andronik II. ni mogel poslati v Anatolijo večjih sil. Leta 1320 je bil njegov vnuk Andronik III. po smrti svojega očeta Mihaela IX. razdedinjen. Naslednje leto se je Andronik III. maščeval s pohodom na Konstantinopel in kot apanažo dobil Trakijo. Še naprej si je prizadeval pridobiti svojo dediščino in leta 1322 je postal socesar. Nesoglasja so dosegla vrh v bizantinski državljanski vojni 1321–1328, v kateri je Srbija podprla Andronika II., Bolgari pa njegovega vnuka. Andronik III. je 23. maja 1328 končno zmagal. Medtem je Osmanom leta 1326 uspelo zavzeti Burso.

## Povečevanje pritiska: 1328–1341
Usoda Nikeje je bila zapečatena, ko je bila bizantinska pomožna vojska 10. junija 1329 poražena pri Pelekanosu. Leta 1331 se je Nikeja vdala. Vdaja je zaradi njene strateške lege pomenila velik udarec za Bizantinsko cesarstvo in povečan pritisk na Konstantinopel. 
Vojaška moč Bizantincev je bila izčrpana in Andronik III. je bil prisiljen preiti na diplomacijo, tako kot pred njim njegov stari oče. V zameno za varnost preostalih bizantinskih naselij v Anatoliji je bil pripravljen Osmanom plačevati davek. Na žalost za Bizantinsko cesarstvo to ni preprečilo Osmanom, da leta 1333 ne bi oblegali Nikomedije. Mesto je dokončno padlo leta 1337.
Androniku III. je ob teh neuspehih uspelo doseči tudi nekaj uspehov proti svojim nasprotnikom v Grčiji in ponovno zasedel Epir in Tesalijo. Leta 1329 so Bizantinci ponovno zavzeli otok Hios in leta 1335 zavarovali Lezbos. Osvojitev izoliranih otokov je bila osamljena izjema od splošnega trenda vse večjega osmanskega osvajanja. Razen tega nobeden od otokov ni bil pod osmansko oblastjo. Osvajanja otokov in ozemlja na evropski celini so zmanjšala vojaški potencial Bizantinskega cesarstva. Vojaško sposobnost sta dodatno oslabila ekspanzija Srbske despotije v nedavno svojeni Epir in nazadnje uničujoča državljanska vojna. 

## Balkanska invazija in državljanska vojna: 1341–1371
Andronik III. je leta 1341 umrl in prepustil oblast svojemu desetletnemu sinu Ivanu V. Ustanovljen je bil regentski svet, v katerem so bili Ivan Kantakuzen, cesarjeva mati Ana Savojska in patriarh Ivan XIV. Kalekas. Rivalstvo med Kalekasom in Kantakuzenom je privedlo do uničujoče državljanske vojne, v kateri je februarja 1347 zmagal Kantakuzen. V tem času je še naprej razsajala kuga. Dogajali so se potresi, osmanski napadi pa so se nadaljevali, dokler ni v bizantinskih rokah, s plačilom davka, ostala samo Filadelfija. Med celotno državljansko vojno so Bizantinci na obeh sprtih straneh kot plačance zaposlovali Turke in Srbe, ki so plenili po mili volji. Velik del Makedonije je bil popolnoma opustošen. Kantakuzen je po svoji zmagi vladal kot socesar Ivana V.
Njuna dvojna vladavina je sčasoma propadla in sprožila novo državljansko vojno, ki je še bolj zmanjšala tisto, kar je ostalo od Bizantinskega cesarstva. V vojni je znova zmagal Kantakuzen in kot Ivan VI. zavladal namesto izgnanega Ivana V. Paleologa. Za mlajšega socesarja je imenoval svojega sinom Mateja Kantakuzena. V igro so se vrnili Turki pod Osmanovim sinom Orhanom I. in leta 1354 zavzeli trdnjavo Kallipolis (Galipoli), s čimer so si odprli vrata do evropske celine. Prihod na videz nepremagljive osmanske vojske, ki je obkrožila Konstantinopel, je v Konstantinoplu povzročil paniko, ki jo je izkoristil Ivan V., ki je s pomočjo Genovežanov izvedel državni udar in novembra 1354 odstavil Ivana VI. Kantakuzena. Slednji se je zatem umaknil v samostan.
Državljanska vojna se s tem ni končala. Matej Kantakuzen je od Orhana I. dobil vojsko in poskusil zavzeti Konstantinopel. Potem ko so ga leta 1356 ujeli, so se končale njegove sanje o bizantinskem prestolu. Po koncu državljanske vojne je prišlo do krajšega zatišja v vojni med vedno močnejšimi Osmani in Bizantinci. Leta 1361 je v turške roke padel Didimotihon. Orhanov naslednik Murat I. je bil bolj zaskrbljen zaradi svojega položaja v Anatoliji. Podobno kot pred njim Seldžuk Alp Arslan je tamkajšnje ozemlje prepustil vazalom in po obsežnih vojaških operacijah leta 1363 in 1364 osvojil Plovdiv in leta 1369 Odrin.
Bizantinsko cesarstvo ni bilo sposobno niti sprožiti spodobnega protinapada niti obraniti tega ozemlja. Osmani so postali premočni. Murat I. je 26. septembra 1371 v bitki na Marici potolkel srbsko vojsko, kar je privedlo do konca srbske oblasti. Osmani so bili zdaj pripravljeni osvojiti Konstantinopel. V poskusu, da bi preprečil poraz, je Ivan V. prosil za podporo papeža in ponudil pokornost Rimu v zameno za vojaško podporo. Javno je začel izpovedovati svojo rimskokatoliško vero, vendar ni prejel pomoči. Začel se je pogajati z Muratom I. in z njim sklenil dogovor, da bo Bizanc v zameno za mir plačeval Osmanom davek v denarju in vojakih.

## Bizantinska državljanska vojna in vazalstvo: 1371–1394
Do zdaj so v vojni zmagovali večinoma Osmani. Bizantinsko cesarstvo se je skrčilo na Konstantinopel in njegovo okolico in bilo prisiljen priznati svoj status vazala osmanskega sultana.
Vazalstvo se je nadaljevalo do leta 1394. Z osmanskega stališča je bil Konstantinopel nevtraliziran, okoliške krščanske sile pa še vedno predstavljale grožnjo Osmanom. Pod njihovim popolnim nadzorom ni bila niti Anatolija. Osmani so nadaljevali s prodiranjem na Balkan in se tako kot v Anatoliji izkazali za velike osvajalce. Leta 1385 so Bolgarom odvzeli Sofijo in naslednje leto Srbom Niš. Različne majhne države, vključno s Srbijo po bitki na Kosovskem polju leta 1389, so postale osmanski vazali. Velik del Bolgarije je leta 1393 zavzel Bajazid I. Ko je leta 1396 padel še Vidin, je bila Bolgarija v celoti podjarmljena. 
Osmanskemu napredovanju na Balkanu je še kako pomagala naslednja bizantinska državljanska vojna, tokrat med Ivanom V. in njegovim najstarejšim sinom Andronikom IV.  Ivanu V. je z osmansko pomočjo uspelo septembra 1373 oslepiti Andronika IV. in njegovega sina Ivana VII. Paleologa. Andronik IV. in sin sta pobegnila k Muratu in si z obljubo plačevanja višjega davka, kot ga je plačeval Ivan V., zagotovila sultanovo pomoč. Državljanski spori so se nadaljevali do septembra 1390, vendar je možnost nadaljevanja spopadov obstajala do leta 1408. Ivan V. je leta 1381 nazadnje odpustil Androniku IV. in njegovemu sinu, kar je razjezilo njegovega drugega sina in dediča Manuela II. Paleologa. Manuel je zavzel Solun in s tem vznemiril osmanskega sultana zaradi osvobajanja delov Grčije izpod osmanske oblasti. 
Smrt Andronika IV. leta 1385 in kapitulacija Soluna leta 1387 pred Hajredin pašo sta Manuela II. Paleologa spodbudila, da je prosil za odpuščanje sultana in Ivana V. Njegov vse tesnejši odnos z Ivanom V. je razjezil Ivana VII., ki je v njunem odnosu videl grožnjo svoji pravici do dedovanja. Izvedel je državni udar proti Ivanu V., vendar je njegova vladavina kljub osmanski in genovski pomoči trajala le pet mesecev, preden sta ga strmoglavila Manuel II. in njegov oče. 
Leta 1390 je Bajazid I. poslal floto, da požge Hios in okoliška tržna mesta, Evbejo, dele Atike in otoke Arhipelaga. Vojska je uničila je vsa tržna mesta in vas od Bitinije do Trakije na obrobju Konstantinopla in izgnala vse prebivalce.

### Padec Filadelfije
Medtem ko je v Bizantinskem cesarstvu divjala državljanska vojna, so Osmani v Anatoliji izkoristili priložnost in leta 1390 zavzeli Filadelfijo, kar je pomenilo konec bizantinske vladavine v Anatoliji, čeprav je bilo mesto dotlej le pod nominalno cesarsko oblastjo in njen padec ni imel za Bizantince nobenega strateškega pomena. 

### Vazalstvo
Po smrti Ivana V. je Manuelu II. Paleologu uspelo zavarovati svoj prestol in vzpostaviti dobre odnose s sultanom, tako da je postal njegov vazal. V zameno za osmansko sprejetje njegove vladavine je bil Manuel II. prisiljen podreti utrdbe pri Zlatih vratih, česar ni jemal zlahka.

## Ponovni začetek sovražnosti: 1394–1424
Leta 1394 so se odnosi med Bizantinci in Osmani poslabšali. Vzrok za nadaljevanje vojne je bil poskus sprave Manuela II. z njegovim nečakom Ivanom VII. Bajazid I. je ukazal Manuelovo usmrtitev. Kasneje je svojo odločitev spremenil in zahteval, da se v Konstantinoplu ustanovi turška kolonija in zgradi mošeja. Manuel II. ni zavrnil samo tega, ampak tudi plačevanje davka in šel tako daleč, da je ignoriral sultanova sporočila, kar je leta 1394 privedlo do obleganja mesta. Manuel II. je bodočega cesarja Svetega rimskega cesarstva Sigismunda Luksemburškega pozval na križarsko vojno, ki se je zgodila leta 1396. Sigismundova vojska je bila uničena v bitki pri Nikopolju 25. septembra 1396. 
Sigismundov poraz je prepričal Manuela II., da je pobegnil iz obleganega mesta in odpotoval v zahodno Evropo po pomoč. V tem času je obrambo mesta uspešno vodil spravljivi Ivan VII. Obleganje je bilo prekinjeno, ko je v Anatolijo vdrl Timur Lenk, kan Čagatajskega kanata, in razbil mrežo bejlikov, zvestih osmanskemu sultanu. V bitki pri Ankari leta 1402 so Timurjeve sile premagale vojsko Bajazida I., njega pa ujele. Poraz je bil šokanten, ker nanj ni bil nihče pripravljen. Po porazu se je začela osmanska vojna za nasledstvo med Bajazidovimi sinovi.
Bizantinci niso izgubljali časa in so podpisali mirovni sporazum s svojimi katoliškimi sosedami in enim od Bajazidovih sinov. S sklenitvijo sporazuma so si povrnili Solun in večji del Peloponeza. Osmanska državljanska vojna se je končala leta 1413, ko je Mehmed I. ob podpori Bizantinskega cesarstva premagal svoje nasprotnike.
Prijateljstvo med državama ni trajalo dolgo. Smrt Mehmeda I. in vzpon Murata II. na osmanski prestol leta 1421 ter vzpon Ivana VIII.  na bizantinski prestol sta povzročila poslabšanje odnosov med njima. Noben vladar ni bil zadovoljen s statusom quo. Prvo in nespametno potezo je naredil Ivan VIII. s spodbujanjem upora v Osmanskem cesarstvu: Bizantinci so osvobodili nekega Mustafo, ki je trdil, da je Bajazidov izgubljeni sin.
Ivan VIII. je kljub težavam uspel v Evropi zbrati precejšnjo vojsko in premagati vazale Murata II. Besni Murata II. je na to odgovoril z obleganjem Soluna in Konstantinopla leta 1422. Ivan VIII. se je po posvetu z ostarelim očetom Manuelom II. Odločil spodbuditi še en upor v osmanskih vrstah. Tokrat je podprl princa Mustafo proti njegovemu bratu Muratu II. Navidez obetaven upor se je začel z obleganjem Burse. Murat II. Je bil prisiljen prekiniti obleganje Konstantinopla in z vojsko oditi v Anatolijo. Po zatrtju Mustafovega upora so bili Bizantinci ponovno prisiljeni v vazalstvo, in plačevanje letnaga davka v višini 300.000 srebrnikov. 

## Osmanska zmaga: 1424–1453
Osmani so se med letoma 1424 in 1453 soočali s številnimi nasprotniki. Med obleganjem Soluna so se morali boriti tudi s Srbi pod vodstvom Đurađa Brankovića, Madžari pod vodstvom Ivana Hunyadija in Albanci pod vodstvom Gjergja Kastriota Skanderbega. Odpor je dosegel vrh v križarskem pohodu na Varno leta 1444, ki je propadel kljub veliki lokalni podpori in prevari – enostranskemu ogrskemu preklicu mirovnega sporazuma z Osmani. 
Leta 1448 in 1451 je prišlo v obeh sprtih cesarstvih so zamenjave na državnem vrhu. Umrlega Murata II. je nasledil Mehmed II. "Osvajalec", Ivana VIII. pa Konstantin XI. Paleolog. Nova vladarja se nista dobro razumela. Uspešna osvajanja križarjev na Peloponezu so vznemirila Mehmeda, da je tja poslal 40.000 vojakov, da bi izničili križarske pridobitve. Konstantin XI. je Mehmedu zagrozil z uporom, če sultan ne bo izpolnil določenih pogojev glede statusa quo. Mehmed je na cesarjeve grožnje odgovoril z gradnjo utrdb v Bosporju, ki so zaprle Konstantinopel pred zunanjo pomočjo z morja. Osmani, ki so že nadziralo ozemlje okoli Konstantinopla, so 6. aprila 1453 začeli napad na mesto. Bizantinci kljub pridružitvi pravoslavne cerkve h katoliški niso niti od papeža niti od zahodne Evrope dobili nobene pomoči, z izjemo nekaj vojakov iz Benetk in Genove. 
Anglija in Francija sta bili v tistem času v zaključni fazi stoletne vojne. Francozi zato niso želeli izgubiti svoje prednosti v vojni s pošiljanjem vitezov na vzhod, Angleži pa tega niso mogli storiti. Španija je bila v zadnji fazi rekonkviste. Sveto rimsko cesarstvo, še ne dovolj centralizirano pod Hohenstaufni, se je v križarskem pohodu na Varno izčrpalo. Boji med nemškimi knezi in husitske vojne so resno zmanjšali pripravljenost večine evropskih sil za izvedbo še ene križarske vojne. Poljska in Ogrska, ključni udeleženki v pohodu na Varno, po porazu nista bili pripravljeni prevzeti novih obveznosti. 
Razen teh velikih evropskih sil so obstajale tudi italijanske mestne države. Genovska in Beneška republika sta bili obe sovražnici Osmanov, pa tudi druga druge. Benečani so razmišljali o tem, da bi poslali svoje ladjevje, da bi napadlo utrdbe v Dardanelah in Bosporju in razbremenilo oblegani Konstantinopel, vendar je bilo ladjevje premajhno in je priplulo prepozno. Osmani bi tudi sicer premagali kakršno koli vojaško pomoč, tudi močne Beneške republike. V mesto je vsekakor prišlo približno 2000 plačancev, večinoma Italijanov pod poveljstvom Giovannija Giustinianija Longa, da bi pomagali braniti mesto. Celotna obramba mesta je postala domena teh plačancev in 5.000 vojakov milice, sestavljene iz meščanov. Mestno prebivalstvo so že davno pred obleganjem resno oslabili visoki davki, kuga in državljanske vojne. Čeprav slabo izurjeni, so bili branilci dobro oboroženi z veliko orožja. Primanjkovalo jim je edino topov, ki bi se lahko kosali z osmanskim topništvom. 
Padec mesta ni bil posledica obstreljevanja osmanskega topništva ali njegove pomorske premoči, saj so številne italijanske ladje lahko pobegnile. Padec je bil posledica velike vojaške premoči in izkušenih janičarjev. Osmanska vojska je imela desetkrat več vojakov kot je bilo izčrpanih branilcev. V osmanskem taboru so po na videz neuspešnih napadih z veliko žrtvami začeli dvomiti v uspeh obleganja. Zgodovina je kazala, da je mesto nepremagljivo. Sultan je poskušal moralo vojakov dvigniti z govorom, v katerem je vojake spomnil na ogromno bogastvo in ropanje mesta. Mesto je bilo zavzeto z vsesplošnim napadom 29. maja 1453. Med plenjenjem mesta se je disciplina začela rušiti in številni Genovežani in Benečani so z ladjami pobegnili iz mesta. Med njimi je bil tudi beneški kirurg Niccolòjem Barbaro, ki je bil med obleganjem v mestu in je zapisal: 
Turki so ves dan po mestu klali kristjane. Kri je tekla kakor deževnica po nenadnem viharju. Trupla Turkov in kristjanov so pometali v Dardanele, kjer so kot melone po kanalu odplavali na morje.
— 20, 20
Po osvojitvi mesta so Osmani leta 1460 zavzeli Morejo in leta 1461 Trabzon.  Padec Trabzona je pomenil konec Rimskega cesarstva. Paleologe so kronane glave Evrope še naprej priznavale za zakonite cesarje Konstantinopla do 16. stoletja, ko so reformacija, osmanska grožnja Evropi in zmanjšano zanimanje za križarske vojne prisilili evropske sile, da so priznale Osmansko cesarstvo za gospodarja Anatolije in Levanta. Bizantinska vladavina na njenem nekdanjem ozemlju se je v celoti končala po osvojitvi več večjih manjših držav: padcu Trabzona leta 1461, Teodore leta 1475 in Epirja, takrat v posesti družine Tocco, leta 1479.

## Vzroki bizantinskega poraza

### Intervencije Latincev
Prisotnost Latincev na Balkanu je resno spodkopala sposobnost Bizantincev, da uskladijo svoja prizadevanja proti osmanskim Turkom. Trditev potrjuje poskus Mihaela VIII. Paleologa, da bi pregnal Latince iz Grčije, kar je oslabilo obrambo bizantinske meje v Anatoliji. Slednje je omogočilo več bejlikom, tudi Turkom Osmana I., da so napadli in poselili nekdanje bizantinsko ozemlje. Pohode Andronika II. v Anatolijo, ki so dosegli nekaj vojaškega uspeha, so nenehno motili dogodki na zahodu cesarstva. Bizantinci so bili stalno prisiljeni izbirati med papeško in latinsko grožnjo neposrednega napada ali nepriljubljeno versko unijo, ki so jo izrabili številni tekmeci kot povod za državni udar proti bizantinskemu cesarju. 
Bizantinci so v sredini in proti koncu 14. stoletja kljub temu začeli prejemati nominalno pomoč z zahodam, ki je pomenila komaj kaj več kot naklonjenost krščanski sili, ki se je borila proti muslimanski sili. Kljub dvema križarskima pohodoma so Bizantinci "prejeli od Rima toliko pomoči kot Rim od [egiptovskega mameluškega] sultana". Mameluški sultanat je bil v 13. stoletju ena od najodločnejših sil, ki se je zavzemala za odstranitev krščanskega vpliva z Bližnjega vzhoda. Napadi Cipra na sultanat v 14. in 15. stoletju tega niso spremenili. 

### Bizantinska šibkost
Po četrti križarski vojni leta 1204 so Bizantinci ostali v nestabilnem položaju. Ponovno zavzetje Konstantinopla leta 1261 in poznejše kampanje niso prišle ob pravem času – oslabitev Sultanata Rum je povzročila, da so se številni bejliki odcepili od seldžuške države. Med njimi je bil tudi tisti, ki ga je ustanovil Osman I. Oslabitev turške moči v Anatoliji je dala Nikejskemu cesarstvu samo začasno premoč. 
Mihael VIII. je bil za ponovno osvojitev izgubljenih ozemelj prisiljen uvesti uničujoče davke anatolskim kmetom. Slednje je, vsaj na začetku, privedlo 
do velike podpore kmetov Turkom in nižjim davkom. 
Po smrti Mihaela VIII. so Bizantinci kmalu začeli trpeti zaradi stalnih državljanskih vojn. Vojne so se dogajale tudi med Osmani, vendar veliko kasneje v 15. stoletju. Takrat so bili Bizantinci že prešibki, da bi ponovno osvojili veliko ozemlja. Med bizantinskimi državljanskimi vojnami v letih 1341–1371 so Osmani skozi opustošeni Galipoli prešli v Evropo, obkolili Konstantinopel in zapečatili njegovo usodo osmanskega vazala. V poskusih prekinitve vazalskega odnosa so bili Buzantinci na milost in nemilost prepuščeni latinski pomoči, ki je bila kljub dvema križarskima pohodoma nazadnje nična. 

### Osmanske prednosti
Osmanska vladavina je bila za preproste Anatolce ugodna, predvsem zaradi nižjih davkov v primerjavi z bizantinskimi. Osmani so zato zlahka zbrali ogromno voljnih vojakov. Na začetku so Osmane na veliko podpirali tudi drugi anatolski Turki, ki so se sčasoma začeli naseljevati na nekoč bizantinskih ozemljih in postali številčnejši od njih. Tiste, ki Osmanom niso pomagali, so sami napadli. Bizantinska mesta v Anatoliji so bila sčasoma izolirana od mest v zahodni polovici Anatolije, ki so se predala. Med svojimi osvajanji so Osmani pridobili osnovna znanja o umetnosti obleganja, saj je bila večina teh mest obzidana. 
Tako hitro širitev je Osmanom omogočila njihova politika upravljanja osvojenih ozemelj. V nasprotju s močno centralizirano bizantinsko oblastjo so Osmani svoje nasprotnike raje podjarmili kot vazale, namesto da bi jih uničili, ker bi jih to izčrpalo. Na osvojenih ozemljih je pred tem obstajalo več različnih držav - Bolgarija, Srbija in latinske države, ki so se med seboj spopadale in zato prepozno prepoznale osmansko grožnjo. 

## Posledice
Padec Konstantinopla je bil šok za papeštvo, ki je ukazalo takojšnji protinapad v obliki križarske vojne. Na ukaz se je odzval samo burgundski vojvoda Filip Dobri, vendar pod pogojem, da mu pomaga močan monarh, česar nihče ni storil. Papež Pij II. je nato ukazal novo križarsko vojno, na katero se ni odzval noben evropski monarh. To je papeža prisililo, da je sam stopil na čelo križarske vojske. Njegova smrt leta 1464 je povzročila razpustitev križarske vojske, zbrane v pristanišču Ancona.
Padec Bizantinskega cesarstva je imel v Evropi tudi pozitivne posledice: dotok grške znanosti in kulture, ki so jo s seboj prinesli begunci pred Osmani. Begunci so bili ključni dejavnik pri razvoju evropske renesanse.
Neuspeli poskusi premagati Osmane pri Nikopolju in Varni, izguba Svete dežele, ker oskrba brez Bizanca ni bila mogoča, in pomanjkanje pravega protinapada so mnoge, vključno z Martinom Lutrom, privedli do prepričanja, da so Turki božja kazen za grehe kristjanov. Slednji je o tem zapisal: 
"Kako sramotno ... papež nas je tolikokrat zvabil v vojno proti Turkom, nam vzel denar, uničil toliko kristjanov in naredil toliko zla!"
Evropa se je do leta 1529 začela dvigati pred osmansko grožnjo. Martin Luther, ki je spremenil svoje poglede, je zapisal, da se morajo proti "božjemu biču" z veliko silo boriti posvetni vladarji in ne papeštvo s križarskimi vojnami. 
Ker je bila osmanska oblast nad Konstantinoplom zaradi neukrepanja Evrope de facto priznana, so Osmani nadaljevali z osvajanji v Evropi in na Bližnjem vzhodu. Njihova moč je dosegla višek sredi 17. stoletja. Njihov uspeh z janičarji je kasneje postal njihova slabost. Zaradi njihove konzervativnosti in velike moči je bilo v osmanski vojski težko izvesti kakšno reformo, medtem ko so evropske vojske postajale vse bolj iznajdljive in modernizirane. Posledično so ruski in avstrijski poskusi zadrževanja osmanske grožnje postajali vse bolj formalnost do uradnega razpada Osmanskega cesarstva po prvi svetovni vojni.